# Bernt Ström
Bernt Valter Ström (født 6. marts 1940, død 31. august 2009) var en svensk skuespiller.
Ström voksede op i et arbejderhjem og gik på Skara skolscen, hvorefter han videreuddannede sig på Statens scenskola i Stockholm. Han arbejdede i mange år på Norrbottensteatern i Luleå, hvor han døde den 31. august 2009. Han blev aldrig gift.

## Udvalgt filmografi
- Fidusen (1978)
- Bomsalva (1978)
- Brandbilen som forsvandt (1993)
- Strisser, strisser (1993)
- Roseanna (1993)
- Manden på balkonen (1994)
- Vita lögner (1995)